# Contea di Providence
La contea di Providence (in inglese Providence County) è una contea dello Stato del Rhode Island negli Stati Uniti. In questa contea si trova la capitale del Rhode Island, Providence.

## Geografia fisica
La contea confina a nord con le contee di Worcester e di Norfolk del Massachusetts, a nord-est con la contea di Bristol del Massachusetts, a est con la contea di Bristol del Rhode Island, a sud con la contea di Kent ed a ovest con la contea di Windham del Connecticut.
Il territorio è prevalentemente pianeggiante fatta eccezione per delle catene di basse colline ad occidente. È qui che la contea raggiunge la massima elevazione con la Jerimoth Hill di 247 metri, posta al confine con il Connecticut, che è anche la massima elevazione dello Stato.
I laghi, specie artificiali, sono numerosi. Il maggiore per estensione è Scituate Reservoir che è alimentato dal fiume Pawtuxet e dal fiume Ponaganset che nascono nell'ovest della contea. Da nord scorrono i fiumi Woonasquatucket e Moshassuck che confluendo formano l'ampio estuario del fiume Providence, un ramo della baia di Narragansett. Il fiume Blackstone scorre in direzione sud-est e a Pawtucket forma l'estuario del fiume Seekonk, il braccio più a nord della baia di Narragansett.
L'area sud-orientale, attorno al fiume Providence, è densamente popolata. Qui e situata Providence, la capitale dello Stato, e la sua area metropolitana, che comprende le città di Cranston, Pawtucket, East Providence, North Providence e Johnston. Nel nord della contea è situata la città di Woonsocket.

## Comuni

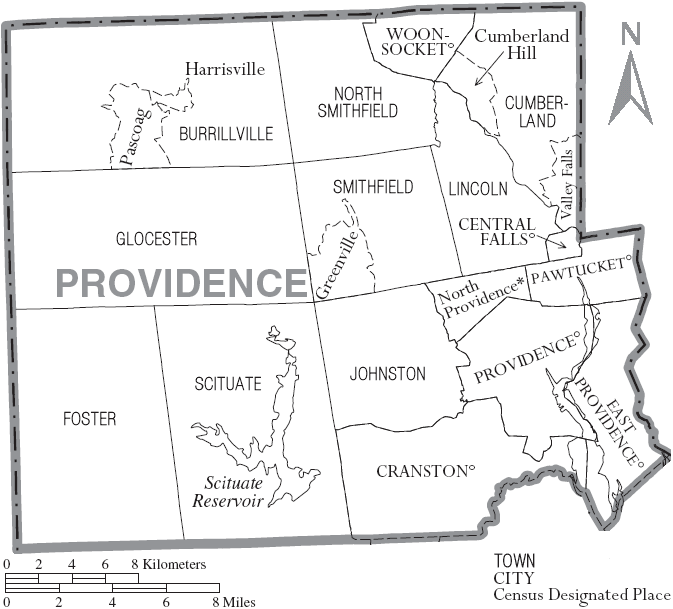
Cartina della Contea di Providence con la suddivisione in comuni (city e town). Con i confini tratteggiati sono evidenziati i census-designated place.

La contea di Providence è suddivisa in 16 comuni, 6 dei quali hanno lo status di city e gli altri 10 quello di town.
- Burrillville - town
- Central Falls - city
- Cranston - city
- Cumberland - town
- East Providence - city
- Foster - town
- Glocester - town
- Johnston - town
- Lincoln - town
- North Providence - town
- North Smithfield - town
- Pawtucket - city
- Providence - city
- Scituate - town
- Smithfield - town
- Woonsocket - city

## Società

### Evoluzione demografica
Abitanti censiti